# Ясун
Ясун (тур. Yason Burnu; др.-греч. Ιάσων, Ἰασώνιον, Iason, Iasonion; лат. Iasonium, Jasonium) — мыс на черноморском побережье Турции, на территории провинции Орду, близ деревни Чайтепе. Мыс вдаётся в море примерно на 850 метров, его ширина варьируется от 50 до 600 метров. Назван в честь героя древнегреческих мифов Ясона, предводителя аргонавтов, совершившего поход в Колхиду за золотым руном.
Территория мыса признана государственной природоохранной зоной второй степени.
На мысе находится маяк.

## История
Северо-западная часть полуострова представляет собой скалистый мыс. В восточной части находится естественная гавань. Здесь найдены остатки древнегреческого поселения. Исследования месторождений глины и находок гончарных изделий свидетельствуют о существовании здесь центра производства и торговли. Поселение продолжало функционировать во время и после античности как региональный центр морской торговли. Остатки руин разбросаны в разных частях береговой линии. Древние гавани и места разведения рыбы можно увидеть и сегодня.
Считается, что именно на этом мысе высаживался Ясон с аргонавтами в ходе своего путешествия, упоминания о котором содержатся в мифах Фессалии. В античности здесь стоял храм, посвящённый Зевсу и Ясону, которые были должны защищать моряков в их плаваниях по водам Чёрного моря.
В III веке фиксируется посещение мыса ранними христианами, которые после празднования Рождества Иисуса Христа в городе Гиресун, расположенного на 60 км восточнее, устроили на мысе «Праздник огней» в честь Богоявления, чтобы засвидетельствовать освящение вод.

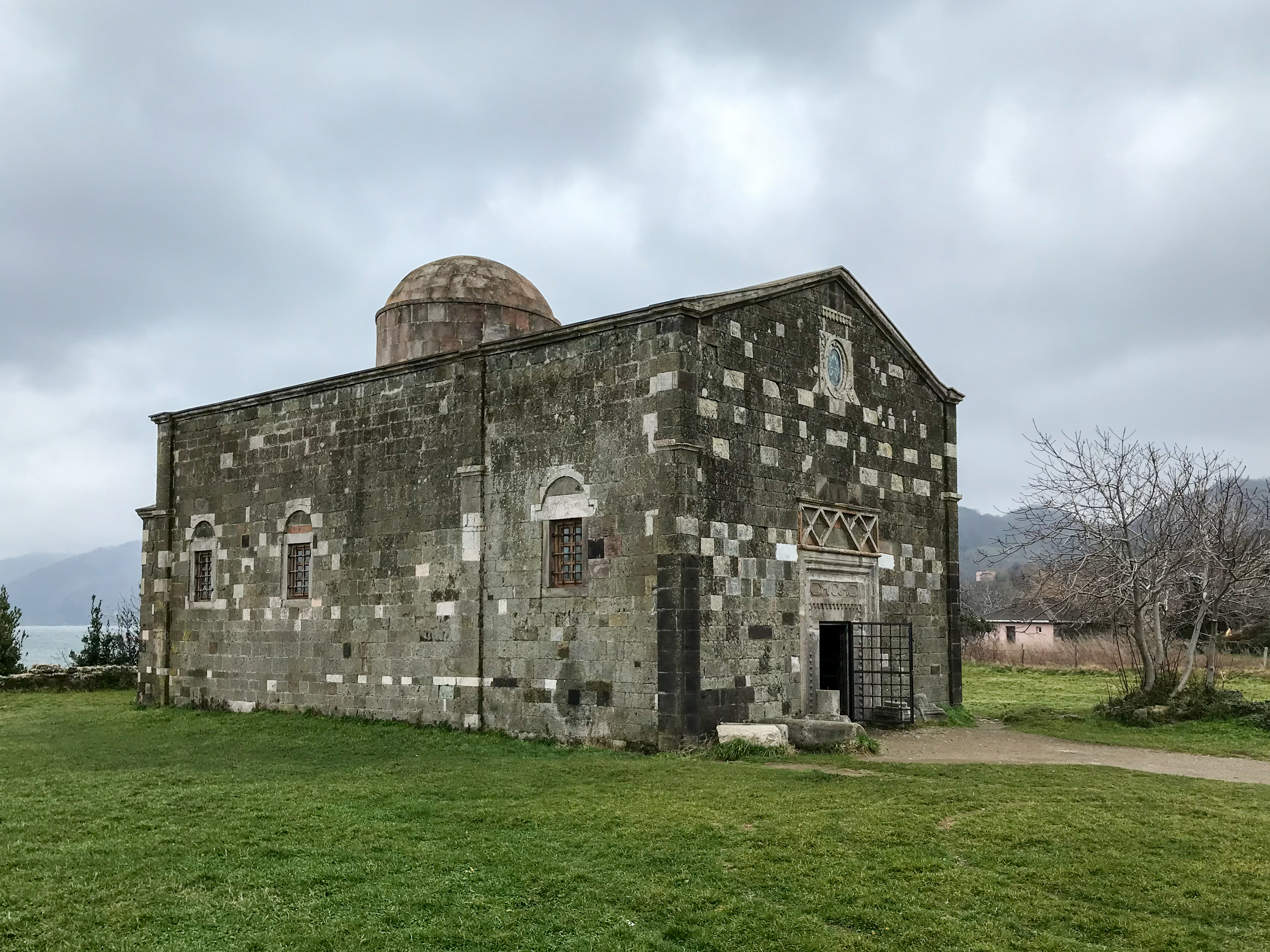
Церковь на мысе Ясун

В 1868 году на мысе Ясона представителями греческой и грузинской общин была построена православная церковь, посвящённая святому Николаю Чудотворцу. Она отчасти наследовала традициям античного храма Ясона по обереганию моряков от бедствий. Долгое время здание находилось в упадке, под риском сноса. В 2004 году местные власти провели реставрацию церкви, выполнив купол церкви в османском стиле. У подножия мыса есть старый монастырь под названием «Паная».

## Туризм
Ежегодно на мыс Ясона приезжают около 100 тысяч местных и иностранных туристов. Мыс является популярным среди молодоженов местом для фотосессий в летний сезон. Здесь также развиты занятия дайвингом и водными видами спорта.